# Phaonia heilongshanensis
Phaonia heilongshanensis este o specie de muște din genul Phaonia, familia Muscidae, descrisă de Xue, Cui și Zhang în anul 1996.
Este endemică în Heilongjiang. Conform Catalogue of Life specia Phaonia heilongshanensis nu are subspecii cunoscute.